# Usine à virions
L'usine à virions est la structure de réplication virale observée pendant le cycle lytique des virus géants.

## Structure
L'usine à virions apparaît comme un dense noyau d'ADN extra-nucléaire étroitement cerné de mitochondries. Visible directement par microscope photonique sans préparation particulière (au contraire des viroplasmes), c'est une structure distincte du noyau de la cellule hôte. Son apparence et sa visibilité tendent à faire confondre cette super-structure imposante avec le vrai noyau hôte.
Sa formation survient quelques heures après l'entrée du virion et le relargage de son contenu dans le cytoplasme. S'ensuit d'abord une apparition et migration importante de vésicules de transports issues du réticulum endoplasmique rugueux, qui formeront par coalescence la membrane de l'usine à virions. Essentiellement l'usine à virions est un « labyrinthe de membranes » destiné à la production protéique des composants de la capside.
La structure croît rapidement en taille et en activité au fil de l'infection, jusqu'à reléguer le noyau hôte en périphérie de la cellule (au contraire des viroplasmes).

## Fonctionnement
A la différence d'autres complexes de réplication virale, l'ADN n'entre jamais dans le noyau de la cellule hôte : toutes les réplications ont lieu dans le cytoplasme .
Trois zones peuvent être distinguées :
- la zone intérieure ou cœur de réplication ;
- la zone intermédiaire d'assemblage ;
- la zone périphérique de maturation où les virions acquièrent leurs fibrils.